# Bandō (Ibaraki)
Bandō (坂東市 Bandō-shi?) es una  ciudad localizada en la Prefectura de Ibaraki de Japón.
A 1 de diciembre de 2013, la ciudad tenía un estimado poblacional de 55.204 habitantes y una densidad de población de 448 personas  por km². El área total del municipio es de 123,18 km².

## Creación de la ciudad
La moderna ciudad de Bandō fue establecida el 22 de marzo de 2005, de la fusión de la ciudad de Iwai (岩井市 Iwai-shi), y la población de Sashima (猿島町 Sashima-machi) del Distrito de Sashima.

## Geografía
La ciudad se encuentra ubicada en la región occidental de la Prefectura de Ibaraki, al  noreste del río Tone.
Su territorio limita al oeste con Sakai (境町) del Distrito de Sashima (猿島郡); al norte con Koga (古河市) y con Yachiyo (八千代町) del Distrito de Yūki (結城郡); al este con Jōsō (常総市), y al suroeste con Noda (野田市) de la Prefectura  de Chiba cruzando el río Tone.

## Lugares de interés
- El Parque Museo Natural de Ibaraki, que es un museo de historia natural, contiene meteoritos, minerales, fósiles y modelos de la naturaleza en exposición. Una de sus principales atracciones es una réplica de un  esqueleto de un mamut (Mammuthus sungari), que mide unos 9.1 metros de largo, por unos 5.3 metros de alto.

- El Castillo Sakasai de la ciudad.

## Transporte

### Ferrocarril
- Bandō no es servido por ningún servicio de tren de pasajeros.

### Carretera
- Autopista Ken-Ō – Bandō IC
- Ruta Nacional 354

## Galería de imágenes

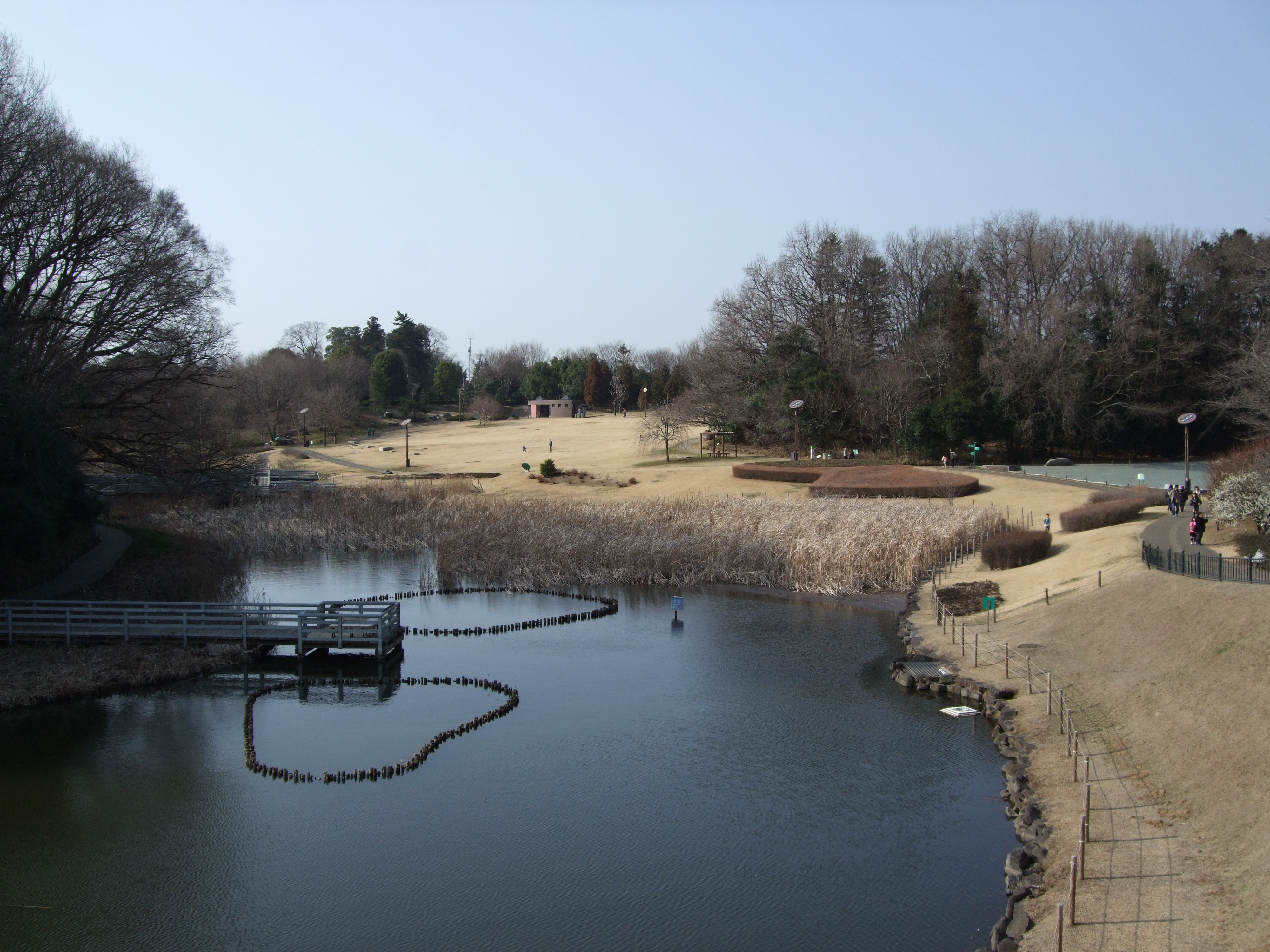
Parque Museo Natural de Ibaraki en Bandō.
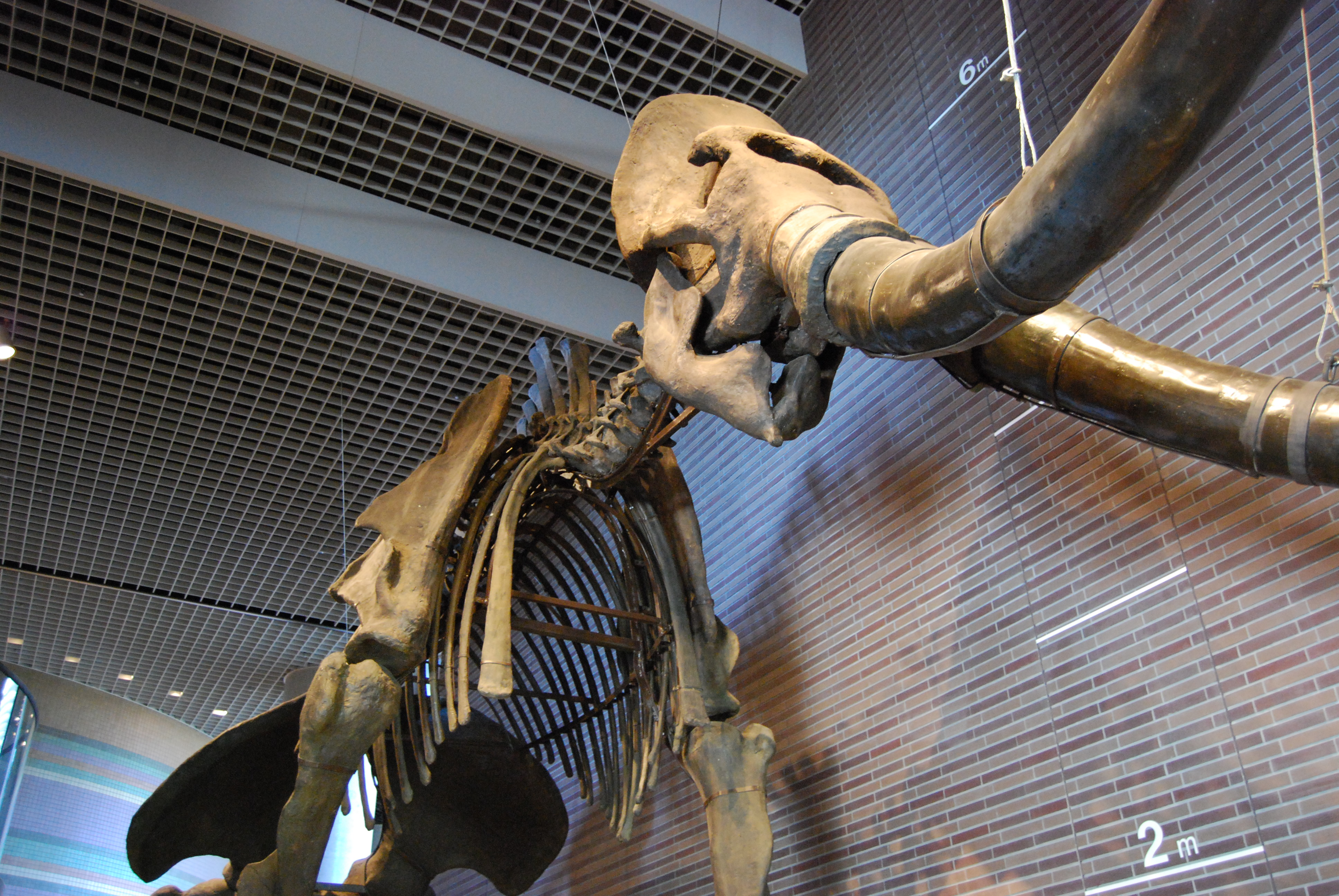
Mammuthus sungari en el Parque Museo.
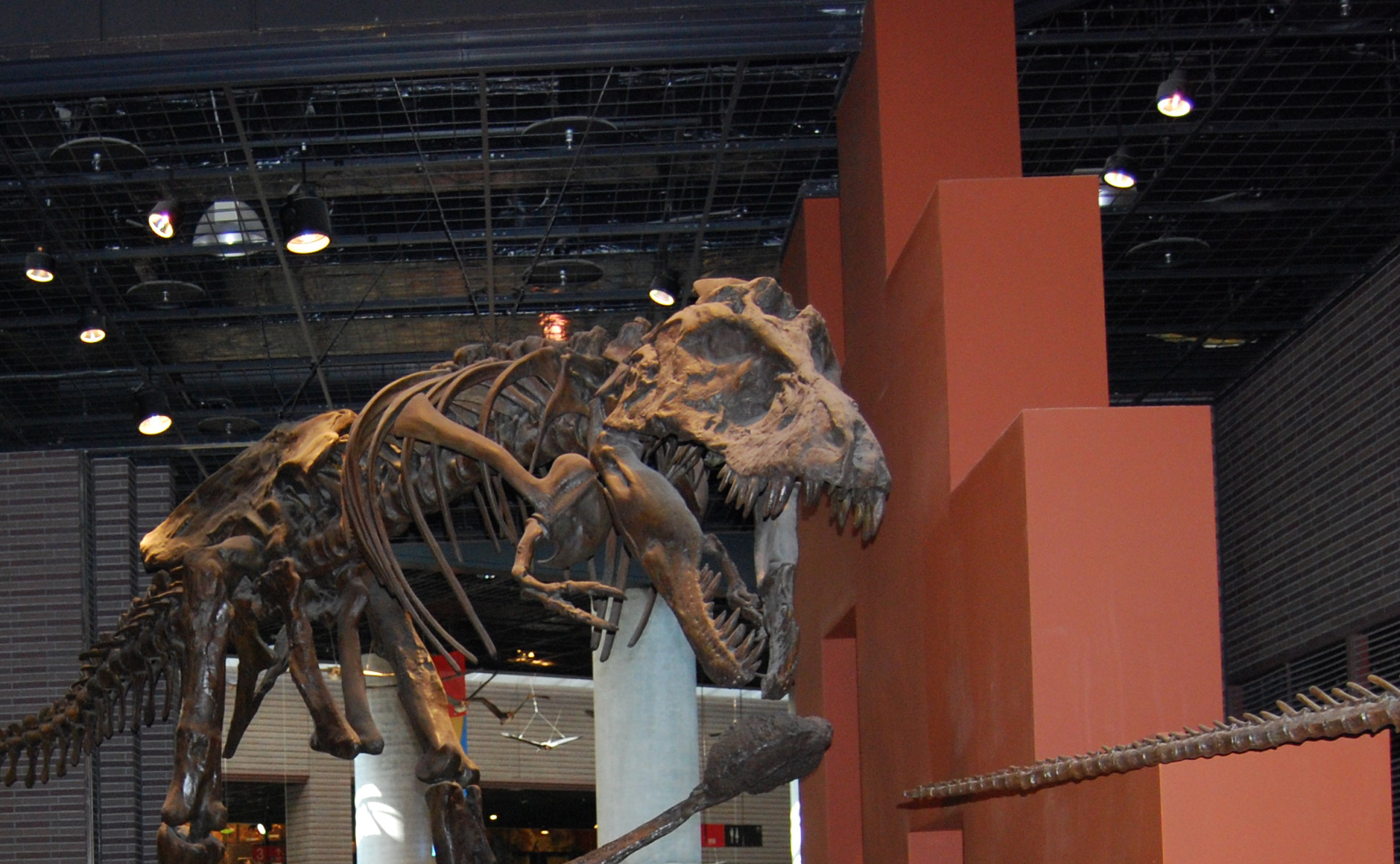
Tyrannosaurus rex en el Parque Museo.
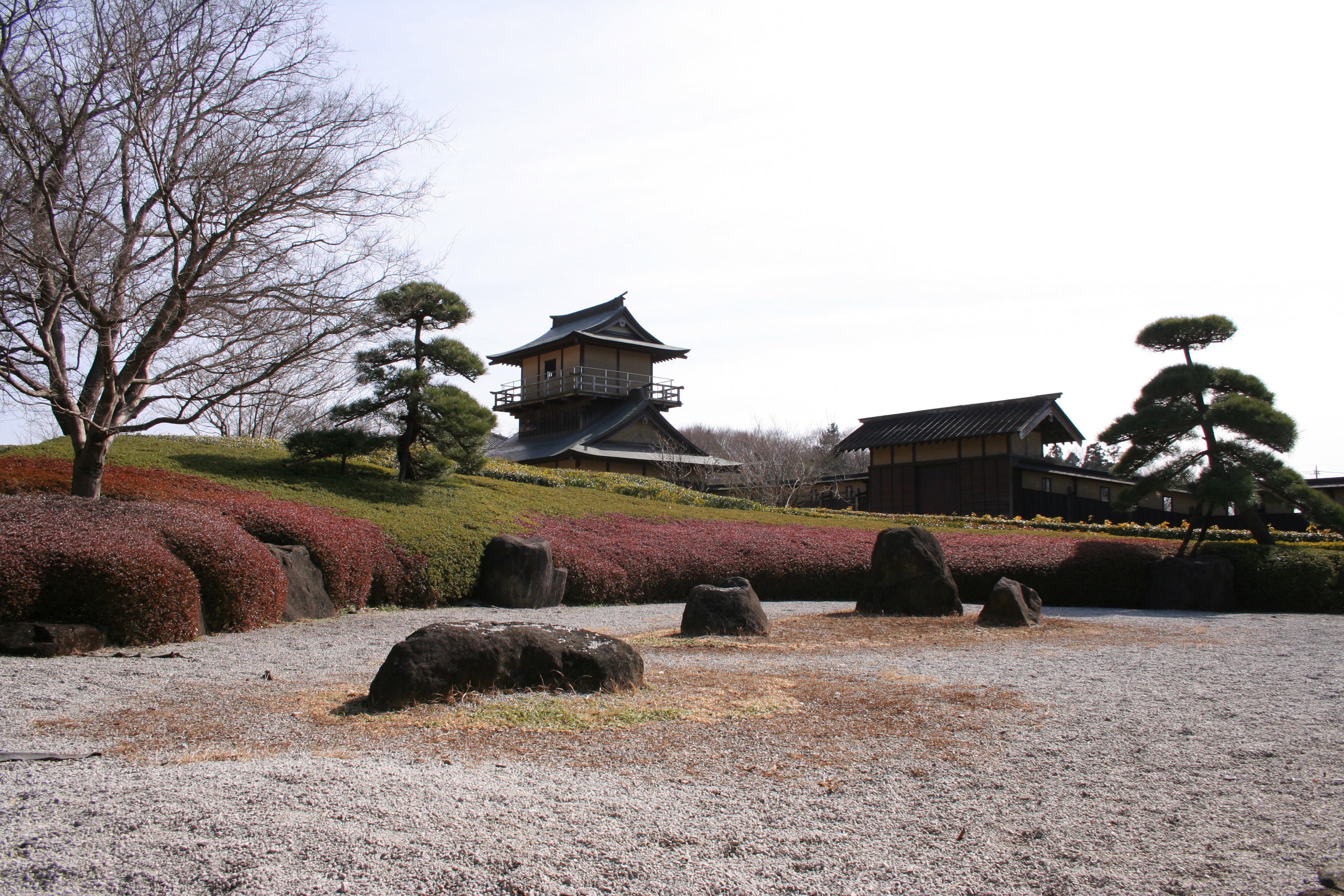
Castillo Sakasai  (逆井城).
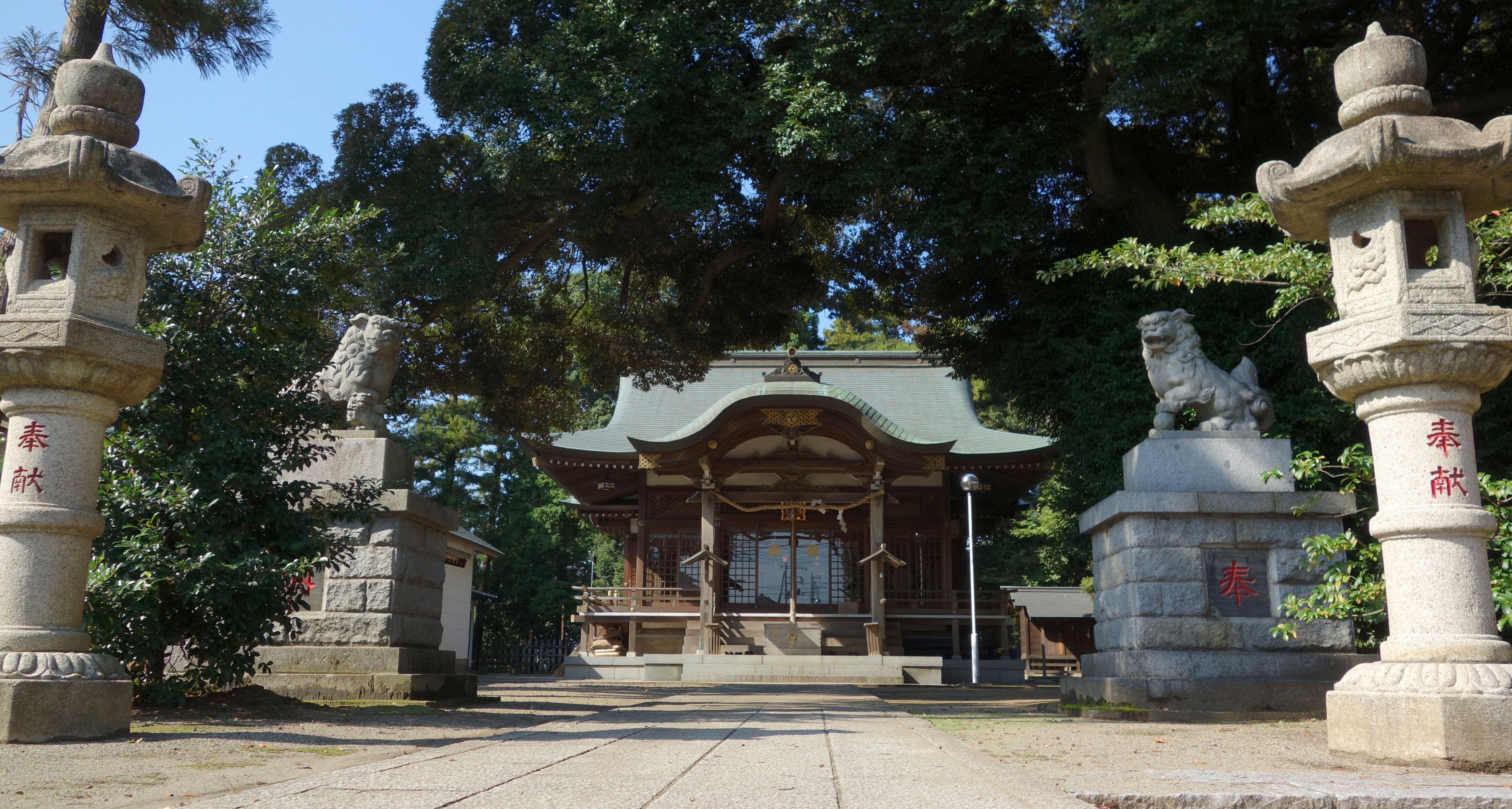
Santuario Yasaka ubicado en  Iwai.

## Ciudades hermanadas
Bandō mantiene un hermanamiento de ciudades con:
- Pine Bluff, Arkansas, Estados Unidos (9 de octubre de 1989).